# Doom 64
Doom 64 é um jogo eletrônico de tiro em primeira pessoa lançado para o Nintendo 64 em 31 de Março de 1997 pela Midway Games, tendo sido supervisionado pela Id Software durante seu desenvolvimento.
Em 10 de Julho de 2008, um port não-oficial para Windows e Mac foi lançado por Samuel "Kaiser" Villarreal, intitulado de Doom 64 EX.

## Enredo
O jogo se passa após o término dos eventos ocorridos em Doom 2, com o único Marine sobrevivente retornando para a terra. Os demônios, no entanto, continuam soltos nos corredores e complexos abandonados dos satélites Phobos e Deimos. Em uma tentativa desesperada de acabar com todos os monstros que habitam o local, o exército decidiu bombardear os satélites com radiação extrema na esperança de eliminar todas as monstruosidades. Inicialmente, foi um sucesso, mas alguma coisa sobreviveu a explosão. A radiação impediu os sensores militares de detectarem tal forma de vida, e permitiu que esta passasse sem que fosse notada. A misteriosa entidade, tendo capacidade de ressuscitar qualquer demônio que visse, recriou uma horda inteira de criaturas e fez com que essas ficassem mais fortes do que nunca. Um grupo de Marines foi ordenado a conter os exércitos de demônios, mas foi brutalmente abatido. O jogador é o único membro restante deste grupo de soldados.

## Jogabilidade
Doom 64 possui uma jogabilidade idêntica aos jogos anteriores da série Doom, tendo algumas adições: o jogador deve avançar através de vários mapas enfrentando demônios, recolhendo armas e chaves e usando interruptores, com o intuito de alcançar a saída, enquanto sobrevive as armadilhas mortais e emboscadas. Alterações foram feitas ao motor gráfico do Doom original - fazendo o Doom 64 um jogo que utiliza um motor gráfico dos dois jogos anteriores - para utilização no Doom 64, adicionando alguns elementos de jogabilidade

### Armas
Todas as armas presentes nos jogos anteriores estão presentes, mas redesenhadas com sprites totalmente novos, sendo as mudanças mais notáveis: a serra-elétrica agora possui duas lâminas; o punho / mão do jogador agora possui luvas manchadas de sangue; o rifle de plasma agora possui um núcleo elétrico emitindo um efeito sonoro bastante diferente do seu original; o lança foguetes, embora muito similar, empurra o jogador levemente para atrás devido seu forte disparo; a famosa 'super-shotgun' da série também é muito semelhante com a anterior (vista em Doom 2), mas agora não é mostrado o carregamento da arma, e seu disparo pesado também causa recuo.
Há ainda uma arma intitulada de Unmaker, que utiliza a mesma munição do rifle de plasma e da BFG. No livro Doom Bible escrito por um dos projetistas do Doom e Doom 2, Tom Hall, há escrito que esta arma deveria estar presente nos jogos originais, mas que foi descartada, fazendo com que a aparição do Unmaker em Doom 64 seja a única aparição oficial. Conforme o jogador colete artefatos (há ao todo três) desta arma no decorrer dos mapas, o Unmaker poderá se tornar mais poderoso com este feito: o primeiro artefato aumenta a velocidade do laser, o segundo adiciona um disparo duplo e o terceiro, três disparos ao mesmo tempo, permitindo o jogador a atacar três inimigos ao mesmo tempo.

### Inimigos
Todos os inimigos vistos nos jogos anteriores estão presentes no Doom 64 - tendo sido completamente redesenhados - exceto por quatro deles: o Heavy weapon dude, Spider Mastermind, Arch-vile, e o Revenant. Se pode deduzir que a ausência destes inimigos se deve ao pouco espaço presente neste tipo de cartucho para o Nintendo 64. No entanto, há ainda o Nightmare Imp (um Imp transparente) e um novo chefe final, a Mother Demon, ambos inimigos exclusivos no Doom 64.

## Desenvolvimento
O Doom 64 foi desenvolvido pela Midway Games nos estúdios de San Diego sob supervisão da Id Software, a principal desenvolvedora da franquia Doom. O desenvolvimento do jogo começou no fim de 1994. Inicialmente, a Midway Games tinha como objetivo o de lançar o jogo com o título The Absolution, mas optou por Doom 64 devido ao reconhecimento da marca - o título The Absolution foi reutilizado para o último mapa do jogo. A Midway Games desejava incluir todos os inimigos dos jogos originais, bem como alguns extras e mapas adicionais no produto final, mas com curtos prazos para entregar o jogo e o pouco espaço disponível nos cartuchos de Nintendo 64 impediram essa possibilidade. A Midway afirma que um multiplayer não foi incluso porque a Nintendo não disponibilizou os devidos recursos de programação para isso. A desenvolvedora ainda justifica que isso poderia ter sido devido à lentidões em jogos de multi jogador presentes nos games daquele período e a competitiva natureza do estilo de jogo split-screen: "Todos sabem que a melhor parte de um multiplayer é não saber onde seu oponente está", afirmou um representante da Midway Games, "e com um multiplayer em tela dividida, todos podem identificar facilmente onde seus oponentes estão."
A música e os efeitos sonoros do Doom 64 foram inteiramente feitos por Aubrey Hodges, responsável também por ter feito os efeitos sonoros e trilha sonora da versão do port de Doom para o PlayStation. A equipe responsável por Doom 64 cogitou na possibilidade de um Doom 64 parte dois não muito tempo após o lançamento deste, mas descartou a ideia em virtude do "motor gráfico do Doom ser obsoleto" e os jogadores estarem dando mais atenção a jogos como Quake e atiradores inteiramente em 3D.

## Recepção
A IGN deu ao Doom 64 a pontuação 7.4 de 10, fazendo uma leve crítica ao gameplay, assinalando a ausência de olhar para cima e para baixo, pular, e a falta de um sistema multiplayer.